# Akheem Gauntlett
Akheem Gauntlett (ur. 26 sierpnia 1990) – jamajski lekkoatleta specjalizujący się w biegach sprinterskich.
W 2012 zdobył brąz młodzieżowych mistrzostw NACAC w sztafecie 4 × 100 metrów. Szósty zawodnik czempionatu Ameryki Środkowej i Karaibów (2013). W marcu 2014 zdobył brąz halowych mistrzostw świata w sztafecie 4 × 400 metrów.
Stawał na podium mistrzostw Jamajki. Złoty medalista mistrzostw NCAA.

## Osiągnięcia
| Rok  | Impreza                                  | Miejsce  | Konkurencja             | Lokata     | Wynik   |
| ---- | ---------------------------------------- | -------- | ----------------------- | ---------- | ------- |
| 2012 | Młodzieżowe mistrzostwa NACAC            | Irapuato | bieg na 400 metrów      | 6. miejsce | 46,95   |
| 2012 | Młodzieżowe mistrzostwa NACAC            | Irapuato | sztafeta 4 × 100 metrów | 3. miejsce | 39,67   |
| 2013 | Mistrzostwa Ameryki Środkowej i Karaibów | Morelia  | bieg na 400 metrów      | 6. miejsce | 51,16   |
| 2014 | Halowe mistrzostwa świata                | Sopot    | bieg na 400 metrów      | półfinał   | 47,13   |
| 2014 | Halowe mistrzostwa świata                | Sopot    | sztafeta 4 × 400 metrów | 3. miejsce | 3:03,69 |
| 2014 | Igrzyska Wspólnoty Narodów               | Glasgow  | bieg na 400 metrów      | półfinał   | 46,16   |
| 2014 | Igrzyska Wspólnoty Narodów               | Glasgow  | sztafeta 4 × 400 metrów | 4. miejsce | 3:02,17 |

## Rekordy życiowe
- Bieg na 200 metrów (stadion) – 20,45 (2012)
- Bieg na 200 metrów (hala) – 20,62 (2012)
- Bieg na 400 metrów (stadion) – 45,00 (2014)
- Bieg na 400 metrów (hala) – 46,14 (2013)